# Мера (Ивановская область)
Мера — село в Заволжском районе Ивановской области России. Входит в состав Междуреченского сельского поселения.

## История
В 1981 году Указом Президиума Верховного Совета РСФСР поселок сплавной конторы переименован  в Мера.

## Население
| 2010 |
| ---- |
| 20   |